# Gustav Schulz
Gustav Hermann Adolf Schulz (* 1. Juli 1807 in Wetter (Ruhr); † 19. Juli 1874 in Herford) war ein deutscher Richter und Parlamentarier.

## Leben
Gustav Schulz studierte an der Rheinischen Friedrich-Wilhelms-Universität Bonn, der Friedrich-Wilhelms-Universität zu Berlin und der Hessischen Ludwigs-Universität Gießen Rechtswissenschaft. 1830 wurde er Mitglied des Corps Guestphalia Bonn. Nach dem Studium wurde er 1831 Auskultator und 1834 Oberlandesgerichtsassessor. 1835 kam er als Justizamtsassessor nach Bilstein und 1836 als Justizamtmann nach Berleburg. 1835 wurde er zum Land- und Stadtgerichtsdirektor in Burgsteinfurt ernannt und wechselte 1847 in gleicher Funktion nach Schwelm. 1850 erfolgte seine Berufung zum Kreisgerichtsdirektor in Hagen und 1853 in Herford.
Von 1860 bis 1866 und von 1873 bis zu seinem Tod 1874 saß Schulz als Abgeordneter des Wahlkreises Minden 2 (Herford, Halle in Westfalen, Bielefeld) im Preußischen Abgeordnetenhaus. Von 1860 bis 1861 gehörte er der Fraktion von Vincke, von 1862 bis 1866 der Fraktion des Linken Centrums und von 1873 bis 1874 der Fraktion der Nationalliberalen Partei an.